# Пчелинцев, Владимир Николаевич
Влади́мир Никола́евич Пчели́нцев (30 августа 1919, Тамбов — 27 июля 1997, Балашиха) — участник Великой Отечественной войны, полковник. Снайпер. Герой Советского Союза (1942). Один из самых результативных снайперов Второй мировой войны.

## Биография

### Довоенная жизнь
Владимир Пчелинцев родился в семье командира РККА. С начала 1930-х годов проживал в Петрозаводске. Во время учёбы в школе увлекался гимнастикой и альпинизмом, но наиболее больших успехов достиг в стрелковом спорте, являлся неоднократным призёром и победителем городских и республиканских соревнований по стрельбе. В 1938 году поступил, а в июне 1941 года успешно окончил третий курс геофизической специальности геологоразведочного факультета Ленинградского горного института. В 1939 году, во время учёбы, получил квалификацию снайпера в снайперской школе Осоавиахима, 22 февраля 1940 года — стрелка 1-го класса, 14 марта 1940 года получил звание мастера спорта СССР, а 27 апреля 1940 года стал инструктором стрелкового спорта III категории.

### Великая Отечественная война
В июле 1941 года добровольцем вступил в ряды Красной армии и получил должность командира взвода разведки 5-го стрелкового батальона 11-й отдельной стрелковой бригады.
6 сентября 1941 года его батальон занял позиции на правом берегу реки Невы у посёлка Невская Дубровка, прикрывая отступающие подразделения РККА. 8 сентября 1941 года к позициям батальона вышли наступающие мотомеханизированные части вермахта, в этот день Пчелинцев открыл боевой счёт, уничтожив огнём из снайперской винтовки двух немецких солдат.
Когда боевой счёт Пчелинцева достиг 36 уничтоженных солдат и офицеров противника, он начал снайперскую подготовку первой группы учеников (8 человек), а также обратился через армейскую газету 8-й армии «Ленинский путь» к другим снайперам, предложив организовать обмен опытом.
В январе 1942 года Пчелинцев и его ученики были приглашены на армейский слёт снайперов в Колтушах.
22 февраля 1942 года в Смольном прошёл слёт лучших снайперов Ленинградского фронта, на котором Пчелинцеву были вручены награды: Звезда Героя Советского Союза и именная снайперская винтовка.
За первый год войны (к концу мая 1942 года) Пчелинцев уничтожил 144 немецких солдата и офицера.
В июле 1942 года отозван с фронта и назначен преподавателем Центральной школы инструкторов снайперского дела в Москве. С августа 1942 по январь 1943 года находился в США сначала в качестве члена советской делегации на Международном антифашистском съезде студентов, а затем участвуя в агитационной поездке по стране. После возвращения возобновил преподавательскую работу в школе снайперов. Неоднократно выезжал в действующую армию, проводя боевые стажировки выпускников школы, заодно и сам выходил «на снайперскую охоту».
Стал одним из самых результативных снайперов Второй мировой войны (456 солдат, унтер-офицеров и офицеров противника).
По его собственным воспоминаниям:

К январю 1943 года мой боевой счёт уже составлял сто пятьдесят два фашиста при ста пятидесяти четырёх выстрелах. Ну, а за всю войну эта цифра поднялась до четырёхсот пятидесяти шести.

В 1944 году окончил Высшие командные курсы усовершенствования офицерского состава пехоты «Выстрел».

### Послевоенная деятельность
После войны Владимир Николаевич продолжил службу в армии. Он побывал во многих западных странах-союзницах СССР во Второй мировой войне. В 1952 году окончил Военную академию войск связи имени С. М. Будённого в Ленинграде.
В должности начальника радиоэлектронной борьбы войск ПВО СССР в 1970 году полковник Пчелинцев был направлен в Египет во время Войны на истощение в составе с группы офицеров и генералов во главе с главнокомандующим Войск ПВО страны Маршалом Советского Союза П. Ф. Батицким для организации противовоздушной обороны Египта.
С 1976 года — в запасе, в звании полковника. Жил и работал в городе Балашихе Московской области. Работал в комитете по репатриации, был активным участником военно-патриотической работы c молодёжью. Похоронен в Балашихе на Николо-Архангельском кладбище.

## Цитаты
Прибывшие в конце августа 1942 года в Вашингтон на Международный съезд студентов советские делегаты Красавченко, Пчелинцев и Павличенко были в день прибытия приглашены в Белый дом, где и переночевали в качестве гостей президента. На третий день советские делегаты выступили по радио. Их речи передавались крупной вашингтонской радиостанцией. Советские делегаты рассказали о своём опыте борьбы с гитлеровцами.
В специальной радиопередаче, транслировавшейся 28 августа в США, подробно описывалось прибытие Павличенко, Красавченко и Пчелинцева. Утренние газеты поместили фотографии советских студентов, беседу с ними и подробное описание их прибытия в Вашингтон.
Пчелинцев рассказал об искусстве снайпера и в заключение заявил:
Мы можем победить и победим. Так сказал Сталин, так и будет

## Награды
- Медаль «Золотая Звезда»[5];
- орден Ленина;

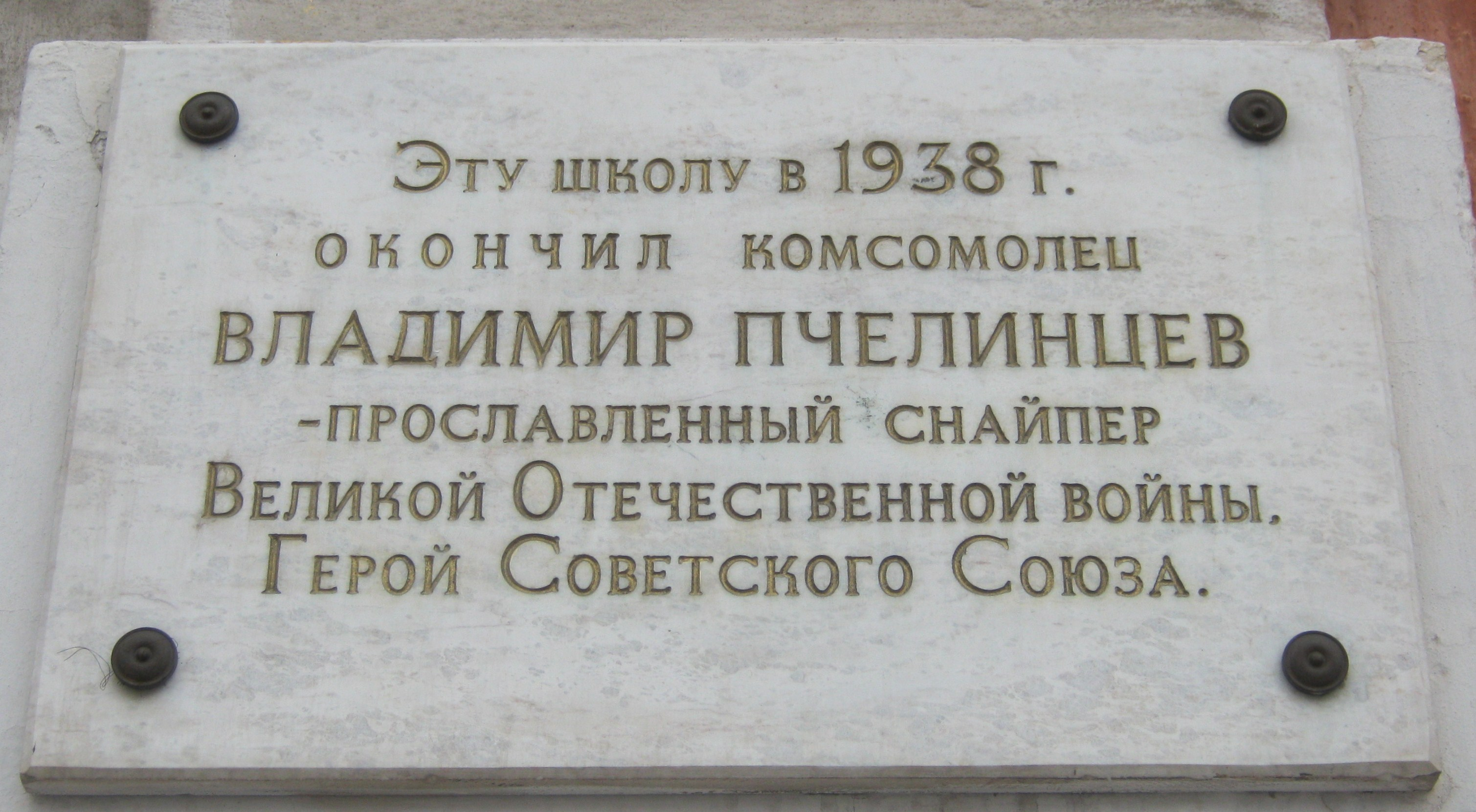
Мемориальная доска на здании школы № 9 в Петрозаводске

- орден Отечественной войны 1 степени;
- орден Красной Звезды;
- орден «За службу Родине в Вооружённых Силах СССР» 3-й степени;
- медали, в том числе:
  - медаль «За победу над Германией в Великой Отечественной войне 1941—1945 гг.»;
  - юбилейная медаль «Двадцать лет Победы в Великой Отечественной войне 1941—1945 гг.»;
  - юбилейная медаль «Тридцать лет Победы в Великой Отечественной войне 1941—1945 гг.»;
  - юбилейная медаль «Сорок лет Победы в Великой Отечественной войне 1941—1945 гг.»;
  - юбилейная медаль «50 лет Победы в Великой Отечественной войне 1941—1945 гг.»;
- наградное оружие: именная снайперская винтовка[5].

## Наследие
Владимир Пчелинцев с молодости сохранял и дополнял обширный семейный архив, в котором сохранилось много раритетов. Часть этого архива была передана исследователям его женой, фронтовичкой М. Н. Пчелинцевой.

## Память
- Мемориальная плита с портретом Героя Советского Союза В. Н. Пчелинцева установлена в Галерее Героев Советского Союза в Петрозаводске.
- Мемориальная доска в городе Петрозаводске на улице Антикайнена, 4 на здании школы, где учился Герой
- Мемориальная доска в микрорайоне Заря городского округа Балашиха на доме №2 по улице Лесной, в котором жил Герой
- Именная снайперская винтовка Пчелинцева находится в качестве экспоната в Государственном музее истории Санкт-Петербурга.
- Совет КРДОО «Кадеты Карелии» учредил переходящий кубок имени Владимира Пчелинцева в соревнованиях «Меткий стрелок»[10].
- Улица Владимира Пчелинцева в городе Петрозаводске
- Улица в Красносельском районе Санкт-Петербурга, с 15.08.2019[11].